# Garci V Fernández Manrique de Lara
Garci V Fernández Manrique de Lara (Villalumbroso, Palencia, c. 1440-Monterrey, junio de 1506), I canciller mayor de Castilla, I marqués de Aguilar de Campoo, III conde de Castañeda señor de Estar, Villanueva de Gáramo, San Martín de Elines y de parte del estado de Amusco.

## Vida
Era hijo de Juan Fernández Manrique de Lara y Téllez —canciller, capitán general de la frontera de Jaén, II conde de Castañeda y señor de Aguilar, Santillana, los valles de Toranzo, Buelna y San Vicente— y de su segunda esposa Catalina Enríquez de Ribera, hija del alcaide de Peñafiel Ruy Pérez de Ribera. Fue legitimado el 5 de enero de 1453 por Juan II, lo que le permitió heredar tanto bienes materiales como oficios y mercedes. Posteriormente, esta legitimación fue confirmada por los Reyes Católicos en 1480.
En 1484, su padre había fundado dos mayorazgos para sus dos hijos. El que legó a Garci, su primogénito, incluía el condado de Castañeda, el lugar de Isar, Villanueva del Río, Cartes y Aguilar de Campoo, así como otras heredades como los valles de Toranzo, Iguña, Buelna y otras propiedades.
Su primera mención, no obstante, data de tiempo antes. Así, en 1443 su abuela Aldonza Téllez le dejó cierto dinero para su críanza. Cinco años después de su legitimación, a principios de 1458, quedó dentro de la ciudad morisca de Granada como rehén mientras la familia terminaba de pagar el rescate de su padre Juan Manrique, quien había caído en una emboscada hacia 1456.
En 1467, tras la farsa de Ávila y la segunda batalla de Olmedo, García se dirigió a Medina del Campo con setenta caballos a fin de engrosar el ejército reunido allí por Enrique IV. Esto lo hacía por comisión de su padre, que había cambiado de bando tras apoyar a Alfonso de Castilla en 1465.
El estallido de la Guerra de Sucesión Castellana en 1475 posicionó a Garci V en el bando que apoyaba a Isabel I la Católica, por lo cual participó con sus tropas en el sitio de Toro contra los portugueses (quienes habían tomado la plaza en nombre de Juana la Beltraneja). En ese mismo año, además, recibió de su padre el cargo de canciller mayor de Castilla (aunque con reserva de quitaciones).
Con la ascensión al trono de los Reyes Católicos, en 1482 fue nombrado I marqués de Aguilar de Campoo tras la cesión, por parte de su padre, del señorío homólogo, y participó activamente en la campaña contra los últimos reductos musulmanes de Andalucía. De esta manera, en 1487 envió tropas a la conquista cristiana de Vélez-Málaga y Málaga y en 1489 asistió al sitio de Baza dirigiendo uno de los batallones. También participó en el sitio y toma de Granada, circunstancia en la cual se documenta su firma en el privilegio rodado de la rendición del 30 de diciembre de 1491.
Después de estas operaciones militares, Luis de Salazar y Castro dice que Garci se retiró a sus tierras «y se conservó en ellas». Sin embargo, con el fallecimiento de Isabel la Católica en 1504, Garci V integró el bando nobiliario que se oponía a que Fernando fuese designado gobernador de Castilla. En ese contexto, el 26 de abril de 1506 se halló en La Coruña para recibir a la reina Juana y a Felipe el Hermoso, que volvían a la península desde Flandes para hacerse cargo del reino.
Murió un día de junio de ese año, 1506, en la localidad gallega de Monterrey, provincia de Orense. Sus restos fueron sepultados en el monasterio de la Trinidad en Burgos.

## Matrimonio y descendencia
Garci V Fernández Manrique de Lara contrajo matrimonio en tres ocasiones. 
Su primera esposa fue Beatriz de Velasco, hermana de Bernardino y de Íñigo Fernández de Velasco, condestables de Castilla y duques de Frías. Sin descendencia.
En 1467 contrajo matrimonio con Brazaida de Almada y Castro, hija de Juan Vaz de Almada, ricohombre de Portugal, veedor del rey Alfonso V de Portugal, señor de Pereyra.  De este matrimonio nacieron: 
- Juan, que murió a corta edad.[3]
- Luis (m. 1534), que sucedió como II marqués de Aguilar de Campoo, IV conde de Castañeda y canciller mayor,[3] casado con Ana Pimentel y Enríquez de Guzmán (nieta paterna del III conde de Benavente y materna del I duque de Alba de Liste).
- Catalina, dama de la reina Isabel la Católica, casada con Pedro López de Ayala y Carrillo, III conde de Fuensalida.[3]
- Aldonza, que contrajo matrimonio en 1510 con Gonzalo Ruiz de la Vega, caballero de la Orden de Santiago.[3]
- Ana, que se convirtió en abadesa del convento de Santa Clara de Aguilar de Campoo.[3]

De su tercer matrimonio, celebrado en 1480, con Leonor Pimentel, hija del III conde de Benavente Alonso Pimentel y Enríquez no hubo descendencia.
Aparte de sus hijos legítimos de su segundo matrimonio, fue padre de:
- Bernardo (m. 25 de septiembre de 1564), rector del colegio de San Gregorio de Valladolid y obispo de Málaga.[3]
- Aldonza, hija que tuvo con Ana de Bustamante, que casó con Antonio de Meneses, mayorazgo de Villaverde en Medina del Campo y caballero de la Orden de Santiago.[3]